# Bielkenhagen 5 (Stralsund)

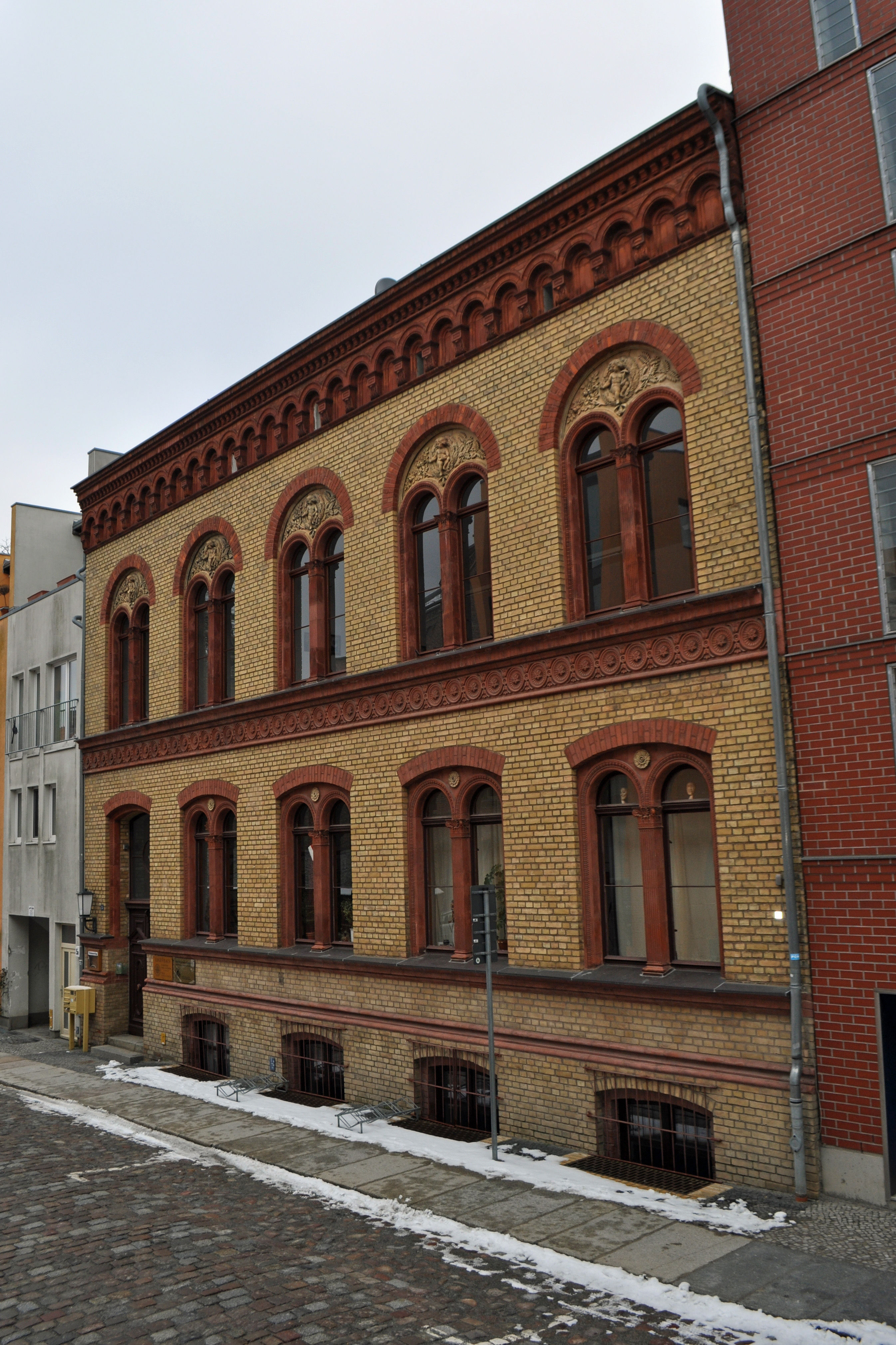
Das Haus Bielkenhagen 5 in Stralsund (2013)

Das Gebäude mit der postalischen Adresse Bielkenhagen 5 ist ein denkmalgeschütztes Bauwerk in der Straße Bielkenhagen in Stralsund.
Der zweigeschossige, fünfachsige Backsteinbau wurde im Jahr 1879 errichtet.
Die Fassade ist im Stil der Neorenaissance gehalten. Die architektonischen Gliederungselemente setzen sich durch ihren roten Backstein gegen den gelben Backstein der Fassade ab. Die rundbogigen Fenster sind durch Segment- bzw. Rundbögen überfangen. Die Putten in den fünf Zwickeln des Obergeschosses tragen die Symbole der Freimaurerei: Maurerkelle, Winkelmaß, Zirkel, Winkelwaage und Spitzhammer. Ein mit Rosetten gestalteter Fries trennt die Geschosse optisch, ein Rundbogenfries ist unter der Traufe ausgeführt. Beide Friese sind aus Terrakotta gefertigt.
Das Haus liegt im Kerngebiet des von der UNESCO als Weltkulturerbe anerkannten Stadtgebietes des Kulturgutes „Historische Altstädte Stralsund und Wismar“. In die Liste der Baudenkmale in Stralsund ist es mit der Nummer 99 eingetragen.
Das Haus diente ursprünglich als Logenhaus der Stralsunder Freimaurerloge „Sundia zur Wahrheit“.